# إنيبهتال
انيبتال (بالألمانية: Ennepetal) هي بلدة ألمانية تقع في ألمانيا في دائرة ريفية إنبه رور ‏.  يقدر عدد سكانها بـ 30,882 نسمة .

## المدن التوأمة
مدينة فيلفورد هي مدينة توأمة لـانيبتال.

## أعلام
- رالف والدمان